# Johann Urb
Johann Urb (24 de janeiro de 1977 em Talin) é um ator, produtor e ex  modelo estoniano, mas naturalizado norte-americano.

## Biografia
Após passar parte da infância na Estônia, Johann mudou-se para a Finlândia com sua mãe e seu padrasto. Passou a adolescência lá, até que aos 17 anos viajou sozinho para os Estados Unidos morar com seu pai, o cantor Tarmo Urb em Nova York. Johann concluiu o Ensino Médio em Manhatan, e foi descoberto pela Agência Ford Models, onde assinou um contrato como modelo de passarela e fotográfico. Nesta época, ganhou uma bolsa integral na escola de cinema Lee Strasberg Theatre and Film Institute, onde estudou até formar-se. As oportunidades para aparecer em filmes foram surgindo, mas eram pequenas participações, algumas apenas como figurante. Aos poucos foi conquistando espaço em filmes independentes, começando a chamar atenção de produtores de séries como CSI, Lances da Vida, até que co-protagonizou a série Eastwick. Em 2009 se tornou conhecido pelo filme apocalíptico 2012, onde interpretou o piloto russo, Sasha. Trabalhou ao lado de Kate Hudson no filme Pronta Para Amar, e com Milla Jovovich, interpretando Leon S. Kennedy em Resident Evil - Retribuição e em Californication ao lado de David Duchovny. Em 2014 passou a integrar o elenco recorrente da série da CBS, NCIS no papel do Sargento Burt Moore.

## Vida Pessoal
Casou em 2007 com a modelo Erin Axtell, mas se divorciaram perto do Natal de 2009. 
Em 2012 e 2013 namorou a atriz Perrey Reeves. 
No final de 2013, começou a namorar a modelo Rachel Pringle com quem está atualmente. 

### Filmografia
- 2012 - Resident Evil: Retribuição como Leon S. Kennedy
- 2011 - Dorfman in Love como Jay Cleary
- 2011 - Hot Dog Water como Sexy Guy
- 2011 - Small Gods como Owen Young
- 2011 - A Little Bit of Heaven como Doug
- 2009-2010 - Eatswick - A Cidade da Magia (série)
- 2010 - Toxic como Greg
- 2009 - Hired Gun como Ryan Decker
- 2009 - Pornstar como Cannon Balls
- 2009 - 2012 (filme) como Sasha Hoho
- 2008 - Strictly Sexual como Joe Brandon
- 2008 - The Hottie and the Nottie como Johann Wulrich
- 2007 - The Bank Job como Brandon
- 2007 - 1408 (filme) como Surfer Dude
- 2006 - Life Happens como Jason
- 2006 - All In como Jake
- 2004-2005 - The Mountain (Série) como Travis Thorson
- 2003 - Fear of Feathers como Hunk
- 2001 - Zoolander como Mugatu Bodyguard